# Agrionympha fuscoapicella
Agrionympha fuscoapicella es una especie de polilla de la familia Micropterigidae. Fue descrita por George Gibbs y Kristensen en 2011. Habita en Sudáfrica, donde solo se conoce de Hogsback en el Cabo Oriental.

## Etimología
El nombre específico se deriva de fuscus (que significa marrón) y ápice (que significa punta), refiriéndose al ápice del ala de color marrón negruzco que carece de una banda subapical.

## Descripción
Vive en bosques lluviosos, donde el suelo es húmedo y hay presencia de perifiton. La longitud de las alas anteriores es de unos 3 mm en los machos y de 3,4 a 3,5 mm en las hembras.